# SN 1963I
SN 1963I – supernowa typu Ia odkryta 5 maja 1963 roku w galaktyce NGC 4178. Jej maksymalna jasność wynosiła 13,30m.